# 소프트웨어정책연구소
소프트웨어정책연구소(소프트웨어政策硏究所, Software Policy & Research Institute ; SPRI 또는 SW정책연구소)는 소프트웨어 연구를 효율적으로 지원하기 위하여 설립된 대한민국 과학기술정보통신부 산하 정보통신산업진흥원 부설기관이다. 경기도 성남시 분당구 대왕판교로 712번길 22 글로벌R&D센터 연구동(A) 4층에 위치해 있다.

## 설립 근거
- 정보통신 진흥 및 융합 활성화 등에 관한 특별법[4]

## 연혁
- 2013년 8월 13일 「정보통신 진흥 및 융합 활성화 등에 관한 특별법」제정 소프트웨어정책연구소 운영 근거 마련[5]
- 2013년 12월 13일 정보통신산업진흥원 이사회, 소프트웨어정책연구소 설립 의결
- 2013년 12월 16일 초대 김진형 소장 임명 (한국과학기술원 교수)
- 2014년 3월 31일 소프트웨어정책연구소 개소
- 2016년 10월 10일 제2대 김명준 소장 임명[6]

## 주요 업무
- 소프트웨어 정책연구
- 소프트웨어 산업 통계, 정보 분석·제공 및 공유
- 소프트웨어 신사업 발굴 및 기획
- 소프트웨어 진흥 및 융합 활성화를 위한 중장기 계획 수립
- 해외 소프트웨어 산업 및 정책 동향 분석
- 소프트웨어 정책 관련 자문
- 그 밖에 소프트웨어 연구를 효율적으로 지원하기 위하여 필요한 사업

## 조직

### 소프트웨어정책연구소장

#### 연구조정실
- 산업·제도연구실
- 기술·공학연구실
- 통계·동향연구실

## 같이 보기
- 한국소프트웨어기술진흥협회
- 한국소프트웨어산업협회
- 한국전자정보통신산업진흥회
- 한국정보통신기술협회
- 한국정보통신진흥협회
- 한국정보산업연합회
- 한국전자통신연구원
- 정보통신정책연구원